# إكسيلاريا مالي
إكسيلاريا مالي (الإسم العلمي:Xylaria mali) هو أحد مسببات الأمراض النباتية الفطرية التي تسبب العفن الأسود على أشجار التفاح.